# Antonio Domenico Pasinato
Antonio Domenico Pasinato (Cassola, 9 novembre 1948) è un politico italiano.

## Biografia
Insegnante, è sindaco di Cassola per due decenni non consecutivi e assessore provinciale di Vicenza per la Democrazia Cristiana a inizio anni novanta.
Fra il 1994 e il 2006 ricopre l'incarico di parlamentare per due mandati, anche in questo caso non consecutivi: deputato nella XII legislatura e successivamente senatore nella XIV.
Nel 2009 viene rieletto consigliere comunale a Cassola, ruolo che mantiene fino al 2019.